# Musée du Domaine départemental de Sceaux
Musée du Domaine départemental de Sceaux är ett franskt museum, som drivs av departementet Hauts-de-Seine och ligger i flera byggnader i Parc de Sceaux.
Det tidigare departementet Seine köpte egendomen 1923 och beslöt 1930 att där instifta ett museum ägnat åt Île-de-France. Det öppnades 1937 som Musée de l'Île-de-France och namnändrades 2013 till Musée du Domaine départemental de Sceaux. Dess permanenta utställningar visar kultur och levnadssätt i Île-de-France från Louis XIV till Napoléon III, och speciellt grundandet av Domaine de Sceaux på initiativ av Jean-Baptiste Colbert och dess nya storhetstid under greven och grevinnan de Trévise.
Andra historiska byggnader än slottsbyggnaden, som också är öppna för allmänheten, är Pavillon de l'Aurore, Orangeriet och stallen.

## Michaux-Perreaux ångcykel
Huvudartikel: Michaux-Perreaux ångcykel
Ett unikt objekt i museets samlingar är Michaux-Perreaux ångcykel från något av åren 1869, 1870 och 1871. Det är den första, eller en av de två-tre första, motorcyklarna, och tillverkades i endast ett exemplar,